# São João de Meriti
São João de Meriti (IPA: [sɐ̃w ʒuɐ̃w ˈdʒi meˈɾitʃi]) község és nagyváros Brazília délkeleti részén, Rio de Janeiro államban. A Rio de Janeiró-i agglomeráció egyik városa. Lakosainak száma 440 962 fő (2022). São João de Meriti Rio de Janeiro, Nilópolis, Belford Roxo, Duque de Caxias és Mesquita községekkel határos.

## Kerületek
A város kerületei (bairros):
- Agostinho Porto
- Centro
- Coelho da Rocha
- Éden
- Engenheiro Belford
- Grande Rio
- Jardim Botânico
- Jardim Íris
- Jardim José Bonifácio
- Jardim Meriti
- Jardim Metrópole
- Jardim Nóia
- Jardim Paraíso
- Jardim Sumaré
- Parque Alian
- Parque Analândia
- Parque Araruama
- Parque Novo Rio
- Parque Tietê
- São Mateus
- Tomazinho
- Venda Velha
- Vila Jurandir
- Vila Norma
- Vila São José
- Vila São João
- Vila Rosali
- Vila Tiradentes
- Vilar dos Teles
- Vila andorinhas

## Népesség
A település népességének változása:
| Lakosok száma | 458 673 | 460 541 | 472 906 | 473 385 | 440 962 |
|               | 2000    | 2016    | 2020    | 2021    | 2022    |

## Fordítás
- Ez a szócikk részben vagy egészben  a   São João de Meriti című portugál Wikipédia-szócikk fordításán alapul.  Az eredeti cikk szerkesztőit annak laptörténete sorolja fel. Ez a jelzés csupán a megfogalmazás eredetét és a szerzői jogokat jelzi, nem szolgál a cikkben szereplő információk forrásmegjelöléseként.